# 633 Zelima
633 Zelima
633 Zelima là một tiểu hành tinh ở vành đai chính, thuộc nhóm tiểu hành tinh Eos. Nó được August Kopff phát hiện ngày 12.5.1907 ở Heidelberg và được đặt theo tên Zelima, tên họ của phụ nữ Đức, và cũng có thể được gợi ý từ 2 chữ ZM (Zelima) trong tên tạm của nó